# Список керівників держав 210 року
Список керівників держав 210 року — це перелік правителів країн світу 210 року
Список керівників держав 209 року — 210 рік — Список керівників держав 211 року — Список керівників держав за роками

## Європа
- Боспорська держава — цар Савромат II (174-210), його змінив цар Ріскупорід III (210-228)
- Ірландія — верховний король Лугайд мак Кон (195-225)
- Римська імперія
  - імператор Септіміус Северус (193-211), правив разом зі своїми синами Каракаллою (198-217) та Ґетою (209-211)
  - консул Маній Ацілій Фаустін (210)
  - консул Авл Тріарій Руфін (210)

## Азія
- Близький Схід
  - Бану Хузаль (Мекка) — шейх Амр ібн Рабіа (207-215)
  - Велика Вірменія — цар Хосров I (198-217)
  - Осроена — цар Абгар IX Великий (177-212)
  - Харакена — цар Мага (195-210)
- Диньяваді (династія Сур'я) — раджа Сур'я Дипаті (198-245)
- Іберійське царство — цар Рев I (189-216)
- Індія
  - Західні Кшатрапи — махакшатрап Рудрасана I (200-222)
  - Кушанська імперія — великий імператор Васудева I (184-220)
  - Царство Сатаваханів — магараджа Віджая Сатавахана (207-213)
  - Держава Чера — Янаікат-сей Мантаран Черал (201-241)
- Китай
  - Династія Хань — імператор Лю Се (Сянь-ді) (189-220), фактично правив регент Цао Цао (197-220)
    - шаньюй південних хунну Хучуцюань (195—216)
    - володар держави сяньбі Куйтоу (190—205/210); Будугень (210—233)
- Корея
  - Кая (племінний союз) — ван Кодин (199-259)
  - Когурьо — тхеван (король) Сансан (197-227)
  - Пекче — король Чхого (166-214)
  - Сілла — ісагим (король) Нехе (196-230)
- Паган — король П'юсоті (167-242)
- Персія
  - Парфія — шах Вологез V (208-223)
- Сипау (Онг Паун) — Пау Ай П'яу (207-237)
- плем'я Хунну — шаньюй (вождь) Хучуцюань (195-215)
- Японія — імператриця Дзінґу (201-269)
- Ліньї — Шрі Мара (192—220)

## Африка
- Аксумське царство — негус Елла Азгуагуа (141-218)
- Царство Куш — цар Аріесбехе (209-228)